# Сомик чорний
Сомик чорний (Ameiurus melas) — вид сомів родини ікталурових (Ictaluridae). Природний ареал роду охоплює Північну Америку від басейну Великих озер до північної Мексики. Був вселений до багатьох країн, зокрема до України. Прісноводна промислова демерсальна риба, до 66 см довжиною.